# 戴齐 (北达科他州)
戴齐（英語：Dazey），是美国北达科他州下属的一座城市。根据2010年美国人口普查，该市有人口104人。